# Giuggianello
Giuggianello es una localidad italiana de la provincia de Lecce, región de Puglia, con 1.230 habitantes.

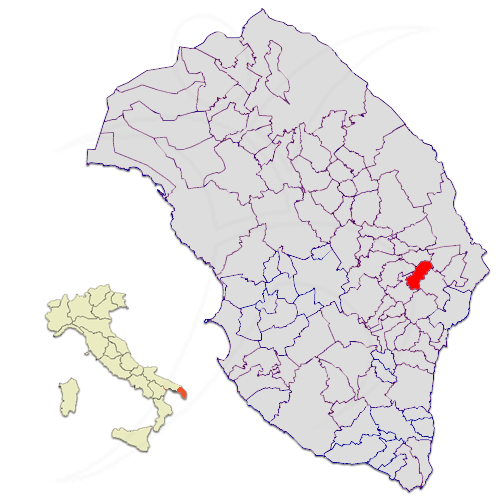
Ubicación de la ciudad de Giuggianello dentro de la provincia de Lecce.

## Evolución demográfica
| Gráfica de evolución demográfica de Giuggianello entre 1861 y 2001 |
|                                                                    |
| Fuente ISTAT - elaboración gráfica de Wikipedia                    |